# هاجيمي إيتو
هاجيمي إيتو (باليابانية: 衛藤 元) (21 أبريل 1973 في كيوتو في اليابان – )؛ هو لاعب كرة قدم ياباني متقاعد.

## وصلات خارجية
- J.League Data Site (باليابانية)